# Человеко-час
Человеко-час (краткое обозначение чел.ч) — единица учёта отработанного времени, соответствующая часу работы одного человека. Иногда удобно оценить продолжительность выполнения работы через количество необходимых человеко-часов, что позволяет при планировании проще оценивать или изменять количество работников и сроки выполнения задания. Таким образом, человеко-час является единицей учёта трудозатрат и достаточно широко применяется при планировании графика работ с учётом времени их выполнения. Нормативные трудозатраты заранее определяются с помощью хронометража или расчётом, как обратная величина производительности труда.
Суммарные человеко-часы являются результатом умножения количества работников на время, потраченное на работу. То есть работа имеет трудозатраты в 40 человеко-часов, если 1 человек выполняет её за 40 часов; или 2 человека за 20 часов; или 4 человека за 10 часов; и т. д.
При наличии нормативов затрат рабочего времени можно заранее оценить количество времени, необходимого для выполнения какого-либо задания, а также оценить затраты на реализацию проекта, стоимость и длительность реализации или необходимое количество работников для завершения к намеченному сроку.
Человеко-час подразумевает только время работы, не учитываются отпуска, обеденные перерывы, болезни сотрудников и другое оплачиваемое нерабочее время.
Человеко-часы являются оценкой длительности выполнения работы в обычных условиях, а не системой расчётов с работниками. Основная сфера применения — учёт, планирование и анализ. Оценка работ в человеко-часах — важный элемент в планировании по методу «затраты-выпуск».

## Другие единицы
Для достаточно крупных работ используют подобную величину — человеко-день — характеризует работу одного человека в течение одного рабочего дня вне зависимости от установленной продолжительности рабочего дня. Для восьмичасового рабочего дня этот объём работ обычно меньше, чем эквивалент восьми человеко-часам, так как учитываются неизбежные перерывы, простои и т. п.
Преобразование количества человеко-часов в другую единицу времени выполняется, среди прочего, при составлении расписания работ и определении состава рабочих групп. Однако это не является однозначным и зависит от нескольких факторов, таких как рабочее время в день, количество рабочих дней в месяце, средние значения показателей болезни и периодов отпусков работников и тому подобное.
Например:
- Рабочий день одного работника равен 8 часам при работе в одну или две смены, но 7 часов при работе в 3 смены.
- Рабочий месяц одного работника равен 21 рабочему дню для коротких периодов с небольшой численностью работников, но применяются понижающие коэффициенты для длительной работы с большим числом работников из-за необходимости резервировать время на больничные перерывы и отпуска, в том числе по уходу за ребёнком.

Понятие «человеко-год» используется для очень больших проектов. Это объём работы, который человек совершает в среднем за год. В Германии, например, человеко-год приравнен к 1760 человеко-часам (220 рабочих дней по 8 часов без больничных). Статистика заработной платы в Норвегии учитывает рабочий год как 1950 часа (включая праздничные дни).
Фактическое количество рабочих часов в год на одного работника в странах ОЭСР в 2007 году варьировалось от 1389 часов в Нидерландах до 2316 часов в Южной Корее.